# Colobocentrotus
Colobocentrotus Brandt, 1835 è un genere di ricci di mare della famiglia Echinometridae, caratterizzati dalla forma a cupola e dalla presenza di spine appiattite attorno ad essa.

## Tassonomia
In questo genere sono riconosciute soltanto 3 specie:
- Colobocentrotus atratus (Linnaeus, 1758)
- Colobocentrotus mertensii Brandt, 1835
- Colobocentrotus pedifer (Blainville, 1825)